# De draak met de zeven koppen
De draak met de zeven koppen (of Yedi başli ejderha) is een sprookje uit Turkije.

## Verhaal
Er was eens een Padisjah (Hoge koning) met veertig zonen. Ze jagen en wandelen elke dag. Als de jongste dertien jaar is, wil de vader dat ze trouwen. Ze willen dit alleen als alle veertig vrouwen ook van één ouderpaar stammen. Dienaren zoeken stad en land af, maar er worden slechts negenendertig zussen gevonden. De broers gaan dan zelf op zoek, de vader waarschuwt nog dat ze niet moeten rusten bij een bron, een karavaanserail en een steppe. De zonen stoppen bij de bron en besluiten toch te rusten. De jongste zoon blijft wakker en hoort na een tijdje vreemde geluiden. Hij ziet een draak met zeven koppen en wordt aangevallen. De draak kan hem niet verwonden en probeert het nogmaals. De derde keer hakt de jongen in één slag zes koppen af. De draak wil dat hij nogmaals slaat, maar de jongen antwoordt dat hij slechts eenmaal geboren is.
De draak stort zich in een put en zegt dat degene die zijn levensgeest heeft genomen al zijn bezittingen krijgt. De jongen klimt in de put en forceert de ijzeren poort. Hij ziet een paleis met veertig kamers met veel juwelen, diamanten en goud. Dan ziet hij veertig meisjes bij een borduurraam borduren en ze vragen of hij een geest of djinn is. De jongen zegt dat hij de draak heeft gedood en hoort dat het de meisjes zussen zijn van één ouderpaar. Ze zijn opgesloten door de draak nadat hij hun ouders heeft vermoord. Ze bedanken de jongen, die teruggaat naar zijn broers en gaat slapen.
De volgende dag trekken de jongens verder en overnachten bij de karavaanserail, ondanks de waarschuwingen van de jongste broer. De jongste blijft weer wakker en hoort een geluid. Om middernacht hoort de jongen een geluid en ziet weer een draak met zeven koppen. Opnieuw wordt hij driemaal aangevallen en slaat zes koppen van de draak af, hij weigert daarna nogmaals toe te slaan. De draak werpt zich in een put en de jongen gaat hem achterna. Hij vindt nog mooiere schatten en gaat bij zijn broers slapen. Ze trekken verder en stoppen op de steppe, maar schrikken erg van een enorme draak.
Deze draak wil weten wie zijn broers heeft gedood en de jongste broer zegt dat de andere broers de waarschuwingen van hun vader hebben genegeerd. De broers zijn bang en de jongste stuurt hen terug, ze moeten de schatten uit de put halen bij de karavaanserail. Daarna moeten ze de schatten bij de bron halen en ook de zussen bevrijden uit het paleis en hen meenemen naar hun vader. De jongen en de draak vechten, maar niemand wint. De draak wil dan dat de jongen een karwei opknapt, hij moet de dochter van de padisjah van Tsjien-ie Matsjien voor hem halen.
Tsjampalak, de draak, geeft hem een paardenhoofdstel en vertelt dat hij daarmee overal komen kan, hij moet het om het hoofd van een paard gooien als het drinkt bij de bron. Dit gebeurt en als de jongen zijn ogen sluit en weer opent, is hij in Tsjien-ie Matsjien. Hij vraagt een oude vrouw naar een slaapplaats en hoort dat er niemand in het rijk mag komen. De draak Tsjampalak is verliefd op de dochter van de padisjah en probeert haar al acht jaren te bemachtigen. De jongen vertelt niet hoe hij in het rijk is gekomen en hoort dat de dochter in een paviljoen in de tuin van de padisjah woont.
De jongen vraagt de tuinman van de padisjah of hij in dienst genomen kan worden en helpt in de tuin. De dochter ziet hem en wordt meteen verliefd op hem. Hij vertelt dat hij haar in een droom heeft gezien en zelf de zoon is van de padisjah van een ander land. Het meisje wil graag met hem mee, ze wordt dan meteen gered uit de klauwen van de draak die haar wil. 's Nachts vertrekken ze, maar de jongen brengt haar naar Tsjampalak. Hij vertelt nog wel dat hij een list heeft bedacht en haar zal redden. De draak begroet het meisje zoetsappig en vriendelijk, maar vanaf dat moment huilt ze bijna de hele dag.
De jongen zegt het meisje dat ze de draak moet vertellen dat ze zich verveelt, omdat hij de hele dag weg is. Ze moet zijn talisman vragen om mee te spelen. De draak vertelt dat zijn talisman erg ver is, in een land ver van hem vandaan staat een kasteel. In dat kasteel is zijn talisman en de jongen gaat met het paardenhoofdstel naar de zee en slaat met de teugels op het water. Een zeepaard stijgt op en vliegt met de jongen naar het kasteel. De jongen moet de teugels aan de kasteelpoort binden en dan rammelen met de kettingen en de ring.
De poort zal opengaan, maar het is eigenlijk een leeuw die de jongen zal opeten. In één slag moet de jongen de mond van de leeuw door tweeën splijten met zijn zwaard en de jongen doet wat het zeepaard zegt. Het lukt en de jongen snijdt de buik van de leeuw open en vindt een kooi met drie duiven. Hij wil één de nek omdraaien, maar het dier ontsnapt en het zeepaard vliegt hem achterna. De jongen begint te huilen, maar het paard vangt de duif en komt terug.
De jongen draait de duif de nek om en gaat met de andere duiven terug naar de plaats waar de draak woont. De jongen doodt nog een duif en ziet de draak liggen, hij kan niet meer overeind komen. De draak wil de duif nog even aaien en de jongen wil de kooi aan de draak geven. Het meisje springt tussenbeide en grijpt de duif en draait het dier de nek om. Tsjampalak sterft ook en het meisje is dolgelukkig. Ze nemen al het kostbaars van de draak mee en rijden naar het land van het meisje.
De padisjah is dolgelukkig zijn dochter terug gezien en ze vertelt wat er allemaal is gebeurd. De padisjah is de jongen erg dankbaar en de bruiloft duurt veertig dagen en veertig nachten. Op een dag wil de jongen terug naar zijn ouders en vraagt het meisje mee te gaan. De padisjah geeft zijn zegen en ze reizen over berg en dal. De padisjah is erg blij en hoort wat zijn jongste zoon is overkomen. De vader is erg blij de dochter van de padisjah van Tsjien-ie Matsjein als schoondochter te hebben.
De jongste van de veertig zussen heeft altijd op de jongste broer gewacht. Hij wordt een broer voor eeuwig en ze trouwt met de zoon van de vizier. Opnieuw viert het volk veertig dagen en veertig nachten feest en iedereen is gelukkig en ze leven samen tot het eind van hun dagen.

## Achtergronden
- Het sprookje verscheen in Türk Masallari van Ignacz Kunos uit 1899.
- Er zijn vele versies bekend, onder andere in Elvan, Mucur, Ankara, Istanboel, Kadiköy, Sivas, Nevşehir, Bolu, Amasya, Sarikamis, Bayburt, Kastamonu, Arapgir, Maraş en Tokat. Een versie (uit Duitsland) komt voor in Sprookjes uit Turkije.
- Het sprookje bevat veel sprookjeselementen, die over de gehele wereld voorkomen. De veertig broers of prinsen zoeken veertig zussen, een zevenkoppige draak en het toverpaard. Het zeepaard en de talisman van de raak in een kasteel, wat eigenlijk een leeuw is. Door de duiven te doden redt hij het meisje en zichzelf. Het thema de magische vlucht komt over de gehele wereld voor en zou zijn oorsprong hebben in India.
- Een onherbergzaam oord is een plek waar geen karavaan heen trekt en zelfs geen vogel heen vliegt.
- De draak met de zeven koppen komt in veel sprookjes voor, zoals Het aardmanneke en De twee gebroeders. De strijd met de draak heeft waarschijnlijk een mythische achtergrond. Er zijn vele verhalen over de strijd met een (zevenkoppige) draak. Ook de Hoer van Babylon wordt beschreven rijdend op een zevenkoppige draak. In sprookjes hebben ook reuzen vaak meerdere hoofden, denk bijvoorbeeld aan de mythische Ravana.
- De jongste zoon wijkt vaak af in sprookjes, in Duitse en Nederlandse sprookjes heet hij vaak Hans. Zie bijvoorbeeld De arme molenaarsknecht en het katje, Vogel Grijp en IJzeren Hans (die ook Hinkepink wordt genoemd). Ook Hinkepink komt als tuinman in dienst, krijgt een magisch paard en trouwt met het meisje. In een Franse versie van IJzeren Hans, Georgic en Merlijn, komt een zevenkoppige draak voor en wordt ook een vogel gevangen. De oudst bekende versie is het Italiaanse Guerrino en de wildeman. Ook Jan gaat als hovenier aan de slag in Schaapsvel, hij kan het witte paard oproepen en verslaat de Russen.
- De veertig zonen komen in veel Turkse sprookjes voor, denk ook aan de veertig rovers uit de verhalen van Duizend-en-één-nacht.
- Draken worden in Turkije ejderha genoemd. Ze houden prinsessen gevangen of willen iedere dag een jong meisje eten.
- De schat uit de put of het hol komt in veel sprookjes voor, zoals in De Tondeldoos en Het blauwe licht.
- De put staat in sprookjes vaak voor de onderwereld, denk ook aan de geschenken van Vrouw Holle.
- Ook in Het water des levens bewaakt de leeuw een talisman (het levenswater) in een kasteel.
- Vergelijk De drie vogeltjes.
- In Turkije gaan drie op de zes volksverhalen over het hebben van kinderen.
- De hoofdpersoon weigert nogmaals toe te steken, hij is slechts eenmaal geboren. Ook in Tolla weigert het meisje een extra takje op het vuur te gooien.